# Nivell de maduresa tecnològica
El nivell de maduresa tecnològica (en anglès, technology readiness level o TRL) és una escala proposada pel Departament de Defensa dels Estats Units que mesura la maduresa de les tecnologies en estat de desenvolupament, ja siguin dispositius, materials, components, programari, processos de treball o d'altres. Aquesta categorització del procés de transferència de tecnologia té lloc durant el perfeccionament de la tecnologia i en alguns casos durant les primeres operacions. Generalment quan s'inventa o es conceptualitza per primer cop una nova tecnologia, aquesta encara no és apta per a la seva immediata aplicació. Normalment succeeix que ha de passar per una experimentació que li serveix de refinament i posteriorment ha de superar un testeig cada cop més proper a un entorn d'ús o aplicació real. Una vegada la tecnologia ha estat prou provada, pot ser incorporada en un sistema o subsistema.
L'ISO (Organització Internacional per a l'Estandardització) està endegant un projecte per a establir les seves pròpies mesures i estandarditzar tant els diferents nivells de maduresa com la seva avaluació.

## Definicions
Són utilitzades diferents definicions per diferents organismes, tot i que similars. Les definicions més comunament utilitzades són les del Departament de Defensa dels Estats Units (DoD) i l'Administració Nacional d'Aeronàutica i de l'Espai.

### Definicions delDoD
| Nivell de maduresa tecnològica                                                          | Descripció | Informació addicional |
| --------------------------------------------------------------------------------------- | --- | --- |
| 1. Principis bàsics observats i documentats                                             | Nivell més baix de maduresa tecnològica. La recerca científica es comença a traduir en recerca aplicada i desenvolupament (R&D). Un exemple podria ser un article sobre les propietats bàsiques d'una tecnologia. | Recerca publicada que identifica els principis bàsics sobre els que es recolza aquesta tecnologia. Amb referències a qui, on i quan. |
| 2. Concepte tecnològic i/o aplicació formulada                                          | Comença la invenció. Una vegada els principis bàsics s'han observat, les aplicacions pràctiques poden ser inventades. Les aplicacions són de tipus especulatiu, i pot no haver prova ni anàlisi detallada que doni suport a les assumpcions. Els exemples es limiten a estudis de tipus analític.                                                        | Publicacions o d'altres referències que sintetitzen l'aplicació que es preveu, oferint una anàlisi per a donar suport al concepte. |
| 3. Funció analítica i funció experimental crítica i/o prova de concepte característica. | S'inicia la R&D activa. Això inclou estudis analítics i estudis de laboratori per a validar físicament les prediccions analítiques dels elements per separat de la tecnologia. Exemples: components que encara no estan integrats o representats. | Resultats de tests de laboratori realitzats per a mesurar paràmetres d'interès i posteriorment comparats amb les previsions analítiques per a subsistemes crítics. Amb referències a qui, on, i quan aquests tests i comparatives son realitzades. |
| 4. Component i /o validació de la placa de proves en un laboratori                      | Els components tecnològics bàsics són integrats per a verificar que funcionaran junts. Es tracta d'una versió de relativa "baixa fidelitat" comparada amb el sistema real. Exemples inclouen la integració de maquinari “ad hoc” en el laboratori. | Conceptes de sistema que han estat considerats i resulten dels testejos a escala de laboratori de placa de proves. Referències de qui ha fet aquest treball i quan. S'ofereix una estimació de les diferències entre per una banda el maquinari de la placa de prova i els resultats dels tests, i dels objectius esperats del sistema per altra banda. |
| 5. Component i/o validació de placa de proves en un entorn rellevant                    | La fidelitat de la tecnologia de la placa de prova augmenta significativament. Els components tecnològics basics són integrats amb elements secundaris raonablement realistes de forma que puguin ser testejats en un entorn simulat. Exemples incloen integració de components "alta-fidelitat" al laboratori.                                          | Els resultats dels testejos de les plaques de prova al laboratori s'integren amb d'altres elements secundaris en un entorn operacional simulat, donant resposta a diferents preguntes analítiques clau. Com difereix el "entorn rellevant" de l'esperat entorn operacional? Com es correlacionen els resultats del test amb les expectatives? Quins problemes, si n'hi ha cap, sorgeixen? S'ha refinant el sistema de placa de proves per correspondre de manera pràctica als objectius esperats del sistema?                                         |
| 6. Model de sistema/subsistema o "demo" de prototip en un entorn rellevant.             | El model respresentatiu o sistema prototipus, situat molt més enllà de TRL 5, es testejat en un entorn rellevant. Representa un avenç important en la demostració de la maduresa tecnològica. Exemples inclouen testar un prototip en un entorn de laboratori d'"alta fidelitat" o en un entorn operacional simulat.                                     | Els resultats d'un testeig de laboratori fet a un sistema prototipus que és molt proper a la desitjada configuració en termes de prestacions, pes i volum. Es dona resposta a altres qüestions clau sobre el sistema/subsistema o "demo". Com el test d'entorn s'ha desviat de l'entorn operacional? Qui ha dut a terme els tests? Com s'han correlacionat el tests amb les expectatives? Quins problemes, si n'hi ha hagut cap, s'han trobat? Quins són els plans, opcions o accions per a resoldre els problemes abans de passar al següent nivell? |
| 7. Demo del sistema prototipus en un entorn operacional.                                | Prototipus a prop d'un -o en un- sistema operacional planificat. Representa un avenç important respecte al TRL 6 i requereix una demo d'un sistema prototipus en un entorn operacional. Per exemple, en un avió, en un vehicle o a l'espai. | Resultats del testeig d'un sistema prototipus en un entorn operacional. Qui ha dut a terme els tests? Com s'ha correlacionat el tests amb les expectatives? Quins problemes, si n'hi ha hagut cap, s'han trobat? Quins han sigut els plans, opcions o accions per a resoldre els problemes abans de passar al següent nivell? |
| 8. Sistema real completat i verificat via test i via demo.                              | La tecnologia ha demostrat que funciona en la seva forma final i sota les condicions esperades. En gairebé tots els casos, aquest TRL representa la fi del veritable desenvolupament del sistema. Exemples inclouen test de desenvolupament i avaluació del sistema en el seu sistema per tal de determinar si compleix les especificacions del disseny. | Resultats de testejar el sistema en la seva configuració final i sota el previst ventall de condicions d'entorn on s'espera que operi. Valoració sobre si satisfarà els requisits operacionals. Quins problemes, si n'hi ha hagut cap, s'han trobat? Quins han sigut els plans, opcions o accions per a resoldre els problemes abans de finalitzar el disseny? |
| 9. El sistema real és provat en successives missions operatives amb èxit.               | Aplicació real de la tecnologia en la seva forma final i sota les condicions de la missió, com ara les que es troben en test operacional i d'avaluació (en anglès OT&E). Exemples inclouen utilitzar el sistema sota condicions de la missió operacional.                                                                                                | Informes del test OT&E. |